# Гайнц фон Генніг (підводник)
Гайнц фон Генніг (нім. Heinz von Hennig; 17 березня 1922, Берлін — ?) — німецький офіцер підводник, оберлейтенант-цур-зее крігсмаріне.

## Біографія
Син контрадмірала Гайнца фон Генніга. 23 вересня 1940 року вступив в крігсмаріне і пройшов курс офіцера-підводника, після чого в грудні 1942 року був направлений на будівництво підводного човна U-421. З 13 січня 1943 року — 2-й, з лютого 1944 року — 1-й вахтовий офіцер на U-421. В квітні 1944 року переданий в розпорядження 29-ї флотилії підводних човнів. В червні-серпні 1944 року пройшов курс командира човна. В грудні 1944 року направлений на будівництво U-2361, з 3 лютого по 9 травня 1945 року — командир човна.

## Звання
- Кандидат в офіцери (23 вересня 1940)
- Фенріх-цур-зее (1 липня 1941)
- Обер-фенріх-цур-зее (1 липня 1942)
- Лейтенант-цур-зее (1 січня 1943)
- Оберлейтенант-цур-зее (1 жовтня 1944)